# Diocesi di Pulcheriopoli
La diocesi di Pulcheriopoli (in latino Dioecesis Pulcheriopolitana) è una sede soppressa e sede titolare della Chiesa cattolica.

## Storia
Incerte sono le origini della diocesi di Pulcheriopoli, corrispondente all'odierna città albanese di Berat. La diocesi è documentata, con il nome di Polycheiropolis,  in una sola Notitia Episcopatuum del patriarcato di Costantinopoli, datata al X secolo, tra le suffraganee dell'arcidiocesi di Durazzo.
In questo stesso periodo tuttavia Pulcheriopoli già faceva parte del primo impero bulgaro ed era probabilmente suffraganea dell'arcidiocesi di Acrida, con il nome slavo di Belegrada o Belograd Quando, nel 1018, i Bulgari furono sconfitti e il loro impero definitivamente annesso all'impero bizantino, tutte le sedi episcopali furono incluse nel patriarcato di Costantinopoli, pur godendo di una certa autonomia, riconosciuta e garantita dall'imperatore Basilio II Bulgaroctono con un decreto del 1020. In questo testo appare anche la sede di Belegrada, ma resta incerta l'identificazione di questa località con l'antica Pucheriopoli e con la città serba. La sede albanese è in ogni caso documentata nelle Notitiae Episcopatuum dell'arcidiocesi di Acrida a partire dal XII secolo; elevata al rango di metropolia, è ancora oggi una sede della Chiesa ortodossa albanese con il nome di Berat.
Malgrado l'antichità della sede, non è noto alcun vescovo di Pulcheriopoli, e il primo vescovo che si può attribuire con certezza alla « Belgrado di Albania» risale solo alla seconda metà del XV secolo.
Dal 1933 Pulcheriopoli è annoverata tra le sedi vescovili titolari della Chiesa cattolica; dal 28 novembre 2017 il vescovo titolare è Daniel Francisco Blanco Méndez, vescovo ausiliare di San José de Costa Rica.

## Cronotassi dei vescovi titolari
- Bernard Mels, C.I.C.M. † (3 ottobre 1970 - 17 maggio 1986 dimesso)
- Andrzej Wojciech Suski (12 agosto 1986 - 25 marzo 1992 nominato vescovo di Toruń)
- Jean-Pierre Ricard (17 aprile 1993 - 4 luglio 1996 nominato vescovo coadiutore di Montpellier)
- Michel Pollien † (12 luglio 1996 - 15 gennaio 2013 deceduto)
- Josafat Moščyč (27 maggio 2014 - 12 settembre 2017 nominato eparca di Černivci)
- Daniel Francisco Blanco Méndez, dal 28 novembre 2017